# (33600) Davidlu
(33600) Davidlu est un astéroïde de la ceinture principale.

## Description
(33600) Davidlu est un astéroïde de la ceinture principale. Il fut découvert le 10 mai 1999 à Socorro (Nouveau-Mexique) par le projet LINEAR. Il présente une orbite caractérisée par un demi-grand axe de 2,47 UA, une excentricité de 0,10 et une inclinaison de 7,0° par rapport à l'écliptique.